# Жеффруа, Гюстав
Гюстав Жефруа (фр. Gustave Geffroy, 1855—1926) — французский журналист, искусствовед и писатель, один из десяти членов-основателей Гонкуровский академии, впоследствии президент академии.
Родился 1 июня 1855 года в Париже.
В молодые годы Жеффруа работал в газете La Justice, выходившей под редакцией Жоржа Клемансо, который стал его другом, в этой газете он сначала был простым репортёром, но уже с 1881 года выступал там как художественный критик. Аристид Бриан назначил Жеффруа управляющим Мануфактуры Гобеленов и на этой должности Жеффруа числился до самой своей смерти.
В 1881 году выходит первая книга Жеффруа — биография французского естествоиспытателя и художника Бернара Палисси.
Жеффруа был одним из немногих, кто поддерживал в прессе импрессионистов. В 1883 году он познакомился с Альфредом Сислеем и опубликовал большой очерк о его творчестве.
С 1886 года Жеффруа начинает собирать материалы к научной биографии Огюста Бланки, для этой цели он приезжает в сентябре в Бель-Иль-ан-Тер, где случайно знакомится с Клодом Моне — их дружба тянулась долгие годы и в 1920 году Жеффруа публикует обширную биографию своего друга; Л. Вентури охарактеризовал эту книгу как превосходную. Примерно с того же времени он знаком и с Полем Сезанном и начинает активно коллекционировать картины своих друзей-художников. В 1889 году публикуется его книга, посвящённая творчеству Огюста Родена.
В 1894 году был опубликован первый роман Жеффруа «Сердце и разум», а в 1897 году выходит в свет книга об Огюсте Бланки, над которой Жеффруа трудился около 10 лет.
В 1900 году Жеффруа стал одним из основателей Гонкуровской академии, а с 1912 года он возглавлял её до самой своей смерти, последовавшей 4 апреля 1926 года в Париже.
Среди прочих литературных трудов Жеффруа опубликованы биографии Альфреда Сислея, Камиля Коро, Оноре Домье, книга о творчестве Питера Пауля Рубенса, одиннадцатитомный обзор художественных музеев Европы, исторический очерк Бретани и другие.
Труды Жеффруа имели большое значение для становления импрессионизма, однако, по замечанию О. Рейтерсверда, Жеффруа давал «оценки и суждения, свидетельствовавшие скорее о глубокой симпатии, чем о глубоком понимании» творчества импрессионистов.
Коллекция живописи импрессионистов, собранная Жеффруа, после его смерти была распродана с аукциона. Одна картина, некогда принадлежавшая ему, «Натюрморт с яблоками» работы Поля Сезанна, впоследствии оказалась в собрании Государственного Эрмитажа.
В 1937 году в его честь была названа улица в Париже.